# 柳澤龍志
柳澤 龍志（やなぎさわ りゅうし、1972年6月22日 - ）は、日本のプロレスラー、総合格闘家、キックボクサー。青森県青森市出身。

## 来歴
中学、高校時代をむつ市で過ごす。青森県立田名部高等学校時代はボート部に所属し、インターハイに出場した。
1991年、プロフェッショナルレスリング藤原組に入団。1992年4月19日、東京体育館での冨宅祐輔戦でデビュー。
1992年12月、船木誠勝・鈴木みのるらと共に、藤原組を離脱。
1993年5月に設立されたパンクラスの設立メンバー。
1993年9月21日、パンクラスでプロ総合格闘技デビュー戦を行い、バス・ルッテンと対戦しKO負け。
1993年10月14日、プロ総合格闘技2戦目で船木誠勝に膝十字固めで一本負けを喫した。
1993年11月27日、キックボクシングデビュー戦で後のボクシングWBC世界ヘビー級王者ビタリ・クリチコと対戦し判定負け。
1995年7月23日、ネオブラッド・トーナメントの決勝戦で伊藤崇文に判定負けで準優勝となる。
1996年10月8日、セーム・シュルトにアンクルホールドで一本勝ち。
1998年9月14日、キング・オブ・パンクラス・タイトルマッチで王者のガイ・メッツァーに挑戦。判定負けを喫し王座獲得に失敗した。
2000年6月にパンクラスを離脱。前田憲作主宰のチームドラゴンへ移籍して、総合格闘技ではリングス、打撃格闘技ではK-1を主戦場に移した。
2000年7月7日、K-1 JAPAN GP 2000 準々決勝で武蔵と対戦し判定負け。
2000年10月9日、リングス KING of KINGS Aブロック1回戦でボリス・ジュリアスコフに一本勝ちするも、続く2回戦でランディ・クートゥアに判定負けを喫した。
2001年10月20日、リングス WORLD TITLE SERIESのワールドタイトル決定トーナメント 無差別級 1回戦でエメリヤーエンコ・ヒョードルと対戦し、判定負けを喫した。
2002年1月27日、K-1 RISING 2002でミルコ・クロコップと対戦し、カットによりTKO負けを喫した。

### プロレス
活躍の場をプロレスに移すと、魔界倶楽部の一員として新日本プロレスに登場。鈴木健想、吉江豊を倒してヤングライオン杯優勝。そして高山善廣が当時保持していたNWF王座に挑戦するも敗北。それ以降、魔界倶楽部が消滅し、同志の村上和成、柴田勝頼が新日本を離脱すると、蝶野正洋のBNJ (BLACK NEW JAPAN) に入るなどした。
2004年11月7日、古巣パンクラスに4年8か月ぶりに参戦。野地竜太と対戦したが、判定負け。
2005年、坂口征二設立の坂口道場にて総合格闘技コーチに就任。
2006年、新日本との契約が切れてフリーになった（新日本とは試合ごとの契約だった）。
2007年9月26日、K-1 WORLD GP 2007 IN SEOUL FINAL16のスーパーファイトでキム・ヨンヒョンと対戦し、判定負け。
2009年8月23日、約4年8か月ぶりの総合格闘技ルールでの試合となったDEEP 43 IMPACTでベルナール・アッカと対戦し、開始7秒右ハイキックでKO負け。

## 人物・エピソード
- パンクラスではセーム・シュルト、リングスではエメリヤーエンコ・ヒョードル、ランディ・クートゥア、K-1ではミルコ・クロコップ、キックボクシングではビタリ・クリチコ（後のボクシングWBC世界ヘビー級王者）といった強豪選手との対戦経験を持つ。

## 戦績

### 総合格闘技
| 総合格闘技 戦績 | 総合格闘技 戦績 | 総合格闘技 戦績 | 総合格闘技 戦績 | 総合格闘技 戦績 | 総合格闘技 戦績 | 総合格闘技 戦績 |
| --------------- | --------------- | --------------- | --------------- | --------------- | --------------- | --------------- |
| 58 試合         | (T)KO           | 一本            | 判定            | その他          | 引き分け        | 無効試合        |
| 24 勝           | 4               | 15              | 5               | 0               | 9               | 0               |
| 25 敗           | 6               | 5               | 14              | 0               | 9               | 0               |

| 勝敗 | 対戦相手                         | 試合結果                      | 大会名                                                                                           | 開催年月日     |
| ×    | イ・ドゥルヒ                     | 5分2R終了 判定0-3             | DEEP&CMA大感謝祭!                                                                                | 2009年11月10日 |
| ×    | ベルナール・アッカ               | 1R 0:07 KO（右ハイキック）    | DEEP 43 IMPACT                                                                                   | 2009年8月23日  |
| ×    | 野地竜太                         | 5分3R終了 判定0-3             | PANCRASE 2004 BRAVE TOUR                                                                         | 2004年11月7日  |
| ×    | エメリヤーエンコ・ヒョードル     | 5分3R終了 判定0-3             | リングス WORLD TITLE SERIES 【ワールドタイトル決定トーナメント 無差別級 1回戦】                  | 2001年10月20日 |
| ×    | ボビー・ホフマン                 | 5分2R終了 判定0-3             | リングス 10th ANNIVERSARY WORLD TITLE SERIES 【ワールドタイトル決定トーナメント ヘビー級 1回戦】 | 2001年4月20日  |
| ○    | 坂田亘                           | 2R（10分/5分）終了 判定2-1    | リングス KING of KINGS GRAND-FINAL                                                               | 2001年2月24日  |
| ×    | イブラヒム・マゴメドフ           | 3分4R終了 判定2-0             | サムライ2000                                                                                     | 2000年10月22日 |
| ×    | ランディ・クートゥア             | 5分2R終了 判定0-2             | リングス KING of KINGS Aブロック 【2回戦】                                                       | 2000年10月9日  |
| ○    | ボリス・ジュリアスコフ           | 1R 3:45 アンクルホールド      | リングス KING of KINGS Aブロック 【1回戦】                                                       | 2000年10月9日  |
| ×    | 菊田早苗                         | 15分終了 判定0-3              | PANCRASE 2000 TRANS TOUR                                                                         | 2000年2月27日  |
| ×    | ボブ・スタインズ                 | 1:53 TKO（パウンド）          | PANCRASE 1999 BREAKTHROUGH TOUR                                                                  | 1999年11月28日 |
| △    | 小路晃                           | 15分終了 時間切れ             | PANCRASE 1999 BREAKTHROUGH TOUR                                                                  | 1999年9月18日  |
| ×    | リオン・ダイク                   | 12:48 TKO（左目尻カット）     | PANCRASE 1999 BREAKTHROUGH TOUR                                                                  | 1999年8月1日   |
| △    | 伊藤崇文                         | 10分+延長3分終了 判定1-0      | PANCRASE 1999 BREAKTHROUGH TOUR                                                                  | 1999年6月11日  |
| ×    | ジェイソン・デルーシア           | 15分終了 判定0-2              | PANCRASE 1999 BREAKTHROUGH TOUR                                                                  | 1999年5月23日  |
| △    | 山田学                           | 15分終了 判定1-0              | PANCRASE 1999 BREAKTHROUGH TOUR                                                                  | 1999年3月9日   |
| △    | 長谷川悟史                       | 10分+延長3分終了 判定1-0      | PANCRASE 1999 BREAKTHROUGH TOUR                                                                  | 1999年2月11日  |
| ×    | エヴァン・タナー                 | 2:24 肩固め                   | PANCRASE 1998 ADVANCE TOUR                                                                       | 1998年12月19日 |
| ○    | 窪田幸生                         | 2:35 アンクルホールド         | PANCRASE 1998 ADVANCE TOUR                                                                       | 1998年11月29日 |
| ×    | ガイ・メッツァー                 | 30分終了 判定（ポイント0-2）  | PANCRASE 1998 ADVANCE TOUR 【キング・オブ・パンクラス・タイトルマッチ】                          | 1998年9月14日  |
| △    | 近藤有己                         | 20分終了 判定0-0              | PANCRASE 1998 ADVANCE TOUR 【タイトルマッチ次期挑戦者決定戦】                                    | 1998年7月26日  |
| △    | 山宮恵一郎                       | 10分+延長3分終了 判定0-1      | PANCRASE 1998 ADVANCE TOUR                                                                       | 1998年6月21日  |
| ○    | オマー・ブイシェ                 | 2:35 アンクルホールド         | PANCRASE 1998 ADVANCE TOUR                                                                       | 1998年5月12日  |
| ○    | ジェイソン・デルーシア           | 12:44 アンクルホールド        | PANCRASE 1998 ADVANCE TOUR                                                                       | 1998年4月26日  |
| ×    | ガイ・メッツァー                 | 20分終了 判定0-3              | PANCRASE 1998 ADVANCE TOUR                                                                       | 1998年3月18日  |
| △    | 山宮恵一郎                       | 10分終了 判定0-0              | PANCRASE 1998 ADVANCE TOUR                                                                       | 1998年2月6日   |
| ○    | ジェイソン・ゴドシー             | 1R 3:14 KO（膝蹴り）          | PANCRASE 1998 ADVANCE TOUR                                                                       | 1998年1月16日  |
| ○    | ジョン・ローバー                 | 0:55 TKO（ドクターストップ）  | PANCRASE 1997 ALIVE TOUR                                                                         | 1997年12月20日 |
| ○    | レス・ジョンストン               | 8:35 レッグスプリット         | PANCRASE 1997 ALIVE TOUR                                                                         | 1997年6月18日  |
| ○    | ポール・ヴァレランス             | 15分終了 判定（ポイント4-1）  | PANCRASE 1997 ALIVE TOUR                                                                         | 1997年4月27日  |
| ○    | 山宮恵一郎                       | 10分終了 判定（ポイント1-0）  | PANCRASE 1997 ALIVE TOUR                                                                         | 1997年3月22日  |
| ○    | ポール・レイゼンビー             | 12:39 TKO（ポイントアウト）   | PANCRASE 1997 ALIVE TOUR                                                                         | 1997年2月22日  |
| ○    | キム・ジョンワン                 | 1:47 アンクルホールド         | PANCRASE 1997 ALIVE TOUR                                                                         | 1997年1月17日  |
| ○    | ジャック・マクグローリン         | 0:51 リバースバイパーホールド | PANCRASE TOUR 1996 TRUTH                                                                         | 1996年12月15日 |
| △    | 伊藤崇文                         | 10分終了 判定0-0              | PANCRASE TOUR 1996 TRUTH                                                                         | 1996年10月22日 |
| ○    | セーム・シュルト                 | 0:51 アンクルホールド         | PANCRASE TOUR 1996 TRUTH                                                                         | 1996年10月8日  |
| ×    | ガイ・メッツァー                 | 20分終了 判定0-3              | PANCRASE TOUR 1996 TRUTH                                                                         | 1996年9月7日   |
| ×    | 高橋義生                         | 15分終了 判定（ポイント0-1）  | PANCRASE TOUR 1996 TRUTH                                                                         | 1996年7月22日  |
| ○    | 冨宅飛駈                         | 15分終了 判定（ポイント2-0）  | PANCRASE TOUR 1996 TRUTH                                                                         | 1996年6月25日  |
| ○    | オレッグ・タクタロフ             | 15分終了 判定（ポイント1-0）  | PANCRASE TOUR 1996 TRUTH                                                                         | 1996年5月16日  |
| ×    | ガイ・メッツァー                 | 12:21 KO                      | PANCRASE TOUR 1996 TRUTH (NIGHT TIME) 【ランキングトーナメント 決勝】                            | 1996年4月7日   |
| ○    | ヴァーノン・"タイガー"・ホワイト | 12:47 アンクルホールド        | PANCRASE TOUR 1996 TRUTH (DAY TIME) 【ランキングトーナメント 準決勝】                            | 1996年4月7日   |
| ○    | ラリー・パパドポロス             | 3:21 アンクルホールド         | PANCRASE TOUR 1996 TRUTH (DAY TIME) 【ランキングトーナメント 1回戦】                             | 1996年4月7日   |
| ×    | フランク・シャムロック           | 20分終了 判定（ポイント0-3）  | PANCRASE TOUR 1996 TRUTH                                                                         | 1996年3月2日   |
| ×    | 船木誠勝                         | 8:42 TKO（アームロック）      | PANCRASE TOUR 1996 TRUTH                                                                         | 1996年1月28日  |
| ×    | バス・ルッテン                   | 27:35 チョークスリーパー      | パンクラス 1995 EYES OF BEAST                                                                    | 1995年12月14日 |
| △    | ガイ・メッツァー                 | 10分終了 判定0-0              | パンクラス 1995 EYES OF BEAST                                                                    | 1995年11月4日  |
| ×    | ジェイソン・デルーシア           | 2:25 三角絞め                 | パンクラス 1995 EYES OF BEAST                                                                    | 1995年9月1日   |
| ×    | 伊藤崇文                         | 30分終了 判定0-2              | パンクラス 1995 EYES OF BEAST 【ネオブラッド・トーナメント 決勝】                                | 1995年7月23日  |
| ○    | グレゴリー・スミット             | 7:30 チョークスリーパー       | パンクラス 1995 EYES OF BEAST 【ネオブラッド・トーナメント 準決勝】                              | 1995年7月23日  |
| ○    | クリストファー・デウィーバー     | 3:38 アームロック             | パンクラス 1995 EYES OF BEAST 【ネオブラッド・トーナメント 1回戦】                               | 1995年7月22日  |
| ×    | ケン・シャムロック               | 7:30 ヒールホールド           | パンクラス 1994 PANCRASH!                                                                        | 1994年4月21日  |
| ○    | トッド・ビョーナサン             | 7:12 ヒールホールド           | パンクラス 1994 PANCRASH!                                                                        | 1994年3月12日  |
| ○    | ジェームス・マシューズ           | 2:58 腕ひしぎ十字固め         | パンクラス 1994 PANCRASH!                                                                        | 1994年1月19日  |
| ○    | ヴァーノン・"タイガー"・ホワイト | 8:55 TKO（ポイントアウト）    | パンクラス 1993 YES, WE ARE HYBRID WRESTLERS                                                     | 1993年12月8日  |
| ○    | アンドレ・フォン・デ・ウットラー | 15:51 ヒールホールド          | パンクラス 1993 YES, WE ARE HYBRID WRESTLERS                                                     | 1993年11月8日  |
| ×    | 船木誠勝                         | 1:35 膝十字固め               | パンクラス 1993 YES, WE ARE HYBRID WRESTLERS                                                     | 1993年10月14日 |
| ×    | バス・ルッテン                   | 0:43 KO                       | パンクラス 1993 YES, WE ARE HYBRID WRESTLERS                                                     | 1993年9月21日  |

### キックボクシング
| 勝敗 | 対戦相手                   | 試合結果                                   | 大会名                                                   | 開催年月日     |
| ×    | キム・ヨンヒョン           | 3R終了 判定0-3                             | K-1 WORLD GP 2007 IN SEOUL FINAL16                       | 2007年9月29日  |
| ×    | ハリッド"ディ・ファウスト" | 3R終了時 TKO（ドクターストップ、鼻骨骨折） | K-1 SURVIVAL 2002 〜富山初上陸〜                         | 2002年6月2日   |
| ×    | ミルコ・クロコップ         | 1R 2:44 TKO（左目まぶたカット）            | K-1 RISING 2002 〜静岡初上陸〜                           | 2002年1月27日  |
| ×    | 富平辰文                   | 延長R終了時 TKO（タオル投入）              | K-1 SURVIVAL 2001 〜JAPAN GP 開幕戦〜 【JAPAN GP 1回戦】 | 2001年6月24日  |
| △    | 角田信朗                   | 3R終了 判定0-0                             | K-1 RISING 2001 〜四国初上陸〜                           | 2001年1月30日  |
| ○    | 園田隆                     | 4R 3:00 TKO                                | Wolf Revolution Second Wave                              | 2001年1月12日  |
| ×    | 武蔵                       | 3R終了 判定0-3                             | K-1 SPIRITS 2000 【K-1 JAPAN GP 2000 準々決勝】          | 2000年7月7日   |
| ○    | エドワード・サーストン     | 1R 2:04 KO                                 | 全日本キックボクシング連盟「KICK OVER-VIII」             | 1997年7月25日  |
| ×    | ビタリ・クリチコ           | 2分5R終了 判定0-3                          | 全日本キックボクシング連盟「EVOLUTION STEP-8」           | 1993年11月27日 |

## 必殺技
ヤナギロック
相手が尻餅をついた状態で決めるフルネルソンホールド。
各種キック